# ناسور مريئي قصبي
الناسور المريئي القصبي (بالإنجليزية: bronchoesophageal fistula)‏ هو قناة غير طبيعية تصل المريء بإحدى القصبات، وأهم اسبابها المكتسبة سرطان المريء أو تدرن العقد المنصفية التي تتنوسر على المريء.

## الأعراض
في الاغلب ليس لديها أعراض ولكن قد تحدث الأعراض التالية:
- زلة تنفسية واختناق مع نوب زرقة وسعال
- تقشع لمواد وبقايا طعامية أثناء تناول الوجبات
- انتانات قصبية معندة وناكسة
- تطبل بطن بسبب دخول الهواء إلى السبيل الهضمي

## التشخيص
باستعمال التصوير الشعاعي الظليل بالمادة المنحلة بالماء.

## المعالجة
حسب الآفة المسببة للناسور: إن كان الناسور صغيراً وغير عرضي يترك
إن كان ناتجاً عن آفة سليمة كالتدرن يعالج جراحياً
إن كان ناتجاً عن آفة خبيثة كالأورام فيعالج بوضع شبكة ضمن المريء (معالجة ملطفة)